# همه‌پرسی قانون اساسی بلاروس (۲۰۲۲)
همه‌پرسی قانون اساسی بلاروس (انگلیسی: 2022 Belarusian constitutional referendum) قرار است در ۲۷ فوریه ۲۰۲۲ در بلاروس برگزار گردد.

## زمینه
در ژانویه ۲۰۲۱، رئیس‌جمهور الکساندر لوکاشنکو اعلام کرد که پیش نویس قانون اساسی جدید تا پایان سال ۲۰۲۱ آماده خواهد.

## تغییرات پیشنهادی
در ۲۷ دسامبر ۲۰۲۱، تغییرات پیشنهادی منتشر شد.
تحلیلگران سیاسی پیشنهاد کردند که تغییر بنیادی در قانون اساسی مشروعیت بخشیدن به مجلس بلاروس است (که قبلاً توسط لوکاشنکو ایجاد شده بود، اما اکنون هیچ اختیاری در قانون اساسی ندارد) و این نهاد را به یک نهاد مهم حاکم تبدیل می‌کند. چندین تحلیلگر سیاسی نیز پیشنهاد داشتند که لوکاشنکو می‌تواند همزمان رئیس مجلس خلق بلاروس و همچنین رئیس‌جمهور باشد یا می‌تواند پس از انتخابات ریاست جمهوری به این نهاد بپیوندد تا بر جانشین یا جانشینان خود اثرگذار باشد. اصلاحات در قانون اساسی محدودیت دو دوره ای را به ریاست جمهوری بازگرداند (در حالیکه در ۲۰۰۴ قانون دو دوره‌ای توسط لوکاشنکو لغو شده بود)، اما این محدودیت‌ها تنها پس از همه‌پرسی آغاز می‌شود و احتمالاً به لوکاشنکو اجازه می‌دهد تا سال ۲۰۳۵ در قدرت باقی بماند. یکی دیگر از نوآوری‌هایی که تحلیلگران سیاسی به آن اشاره کردند، ایجاد ممنوعیت قانون اساسی برای مجازات رئیس‌جمهور به‌خاطر اقداماتش در زمان ریاست‌جمهوری است و همچنین عضویت دائم هر رئیس‌جمهور پیشین در شورای جمهوری (مجلس علیا) می‌باشد. تغییرات دیگر منظور شده در قانون اساسی شامل تعریف ازدواج به عنوان «اتحاد زن و مرد» بود. رئیس‌جمهور باید شهروند بلاروس باشد که حداقل ۲۰ سال (از ۱۰ سال بیشتر) در این کشور زندگی کرده باشد، افرادی که دارای تابعیت مضاعف یا مجوز اقامت در کشورهای خارجی داشته یا دارند، از شرکت در انتخابات محروم خواهند شد. همچنین پیشنهاد شد تا چند تغییر جزئی مانند «دموکراتیک» توسط وزارت تبلیغات بلاروس ارائه شود.
صلاح قانون اساسی مشابه قانون روسیه در ۲۰۲۰ قرار است منبع احتمالی الهام بخش تغییرات قانون اساسی بلاروس باشد. تصور می‌شد یکی دیگر از منابع الهام بخش قزاقستان نیز باشد.
در ۲۰ ژانویه ۲۰۲۲، ویرایش نهایی تغییرات با چند تغییر جزئی نسبت به نسخه اولیه منتشر شد. به گفته والر کاربالویچ، تنها تغییری که شایسته ذکر است در ماده ۴ پیش‌نویس قانون اساسی بود: «ایدئولوژی دولت بلاروس» به عنوان پایه دموکراسی در بلاروس اعلام شد (متن اصلی در پایه به ایدئولوژی‌های زیادی اشاره کرد).

## انتقاد
دولت بحث عمومی را برای تغییرات قانون اساسی سازماندهی کرد، اما این موضوع فقط ۳ هفته به طول انجامید که مصادف با تعطیلات عمومی بود (سال نو، کریسمس ارتدکس، سال نو قدیم). در جریان این بحث‌ها حداقل دو نفر دستگیر شدند یک مرد بازنشسته پس از نوشتن نامه ای به روزنامه محلی و مرد دیگری پس از پیشنهاد ممنوعیت شرکت افراد طاس و سبیل (کنایه از لوکاشنکو) در انتخابات دستگیر شد. اتهام اولی به ماده ۱۳۰ قانون جزا (تحریک به نفرت یا اختلاف اجتماعی نژادی، ملی، مذهبی و غیره" تا ۵ سال حبس تعزیری و دومی با ماده ۳۶۸ توهین به رئیس‌جمهور، تا ۴ سال زندان). والر کاربالویچ، دانشمند علوم سیاسی بلاروسی بحث دولت در مورد این پروژه را توهین آمیز خواند.
مخالفان بلاروس به شدت از تغییرات پیشنهادی انتقاد کردند. آناتولی لبدکو ادعا نمود که اصلاحات قانون اساسی تقلید از تغییرات به دلیل بی‌توجهی به قانون اساسی می‌باشد. وی تأکید نمود بلاروس با یک "ساختمان سه طبقه" رسمی (دو مجلس پارلمان و مجلس خلق بلاروس) به عنوان یک جمهوری "ابر ریاست جمهوری" باقی خواهد ماند. او معتقد بود که یکی از مخاطبان اصلی قانون اساسی جدید ولادیمیر پوتین رئیس‌جمهور روسیه است. اندی یاهورا، تحلیلگر سیاسی بر این فرضیه است که تغییرات رسمی در پیکربندی سیاست در زمان انتقال قدرت بسیار مهم خواهد بود. او همچنین پیشنهاد کرد که قانون اساسی جدید می‌تواند الحاق آهسته بلاروس به روسیه ("ادغام") را کاهش دهد.

## نظارت
چهار حزب مخالف، حزب متحد مدنی، حزب سبز، حزب سوسیال دموکرات (مجلس خلق) و حزب BPF از نظارت بر همه‌پرسی خودداری کرده و علت آن را بحران سیاسی و سرکوب‌های مستمر عنوان کردند.